# Heteralex unilinea
Heteralex unilinea är en fjärilsart som beskrevs av Swinhoe 1902. Heteralex unilinea ingår i släktet Heteralex och familjen mätare. Inga underarter finns listade i Catalogue of Life.